# 埃达珠单抗
埃达珠单抗（INN：Etaracizumab；开发代号：MEDI-522），或译伊瑞西珠单抗，商品名Abegrin，是一种人源化单克隆抗体，正在研究用于治疗转移性黑色素瘤、前列腺癌、卵巢癌和各种其他类型的癌症。它是由MedImmune生产的。
它是Vitaxin（也称为MEDI-523）的增强版。两者均源自小鼠抗体LM609。